# Delias eumolpe
Delias eumolpe is een vlindersoort uit de familie van de Pieridae (witjes), onderfamilie Pierinae.
Delias eumolpe werd in 1889 beschreven door Henley Grose-Smith.